# Les Ableuvenettes
Les Ableuvenettes är en kommun i departementet Vosges i regionen Grand Est (tidigare regionen Lorraine) i västra Frankrike. Kommunen ligger i kantonen Dompaire som tillhör arrondissementet Épinal. År 2022 hade Les Ableuvenettes 67 invånare.

## Befolkningsutveckling
Antalet invånare i kommunen Les Ableuvenettes
| Referens: INSEE |